# Музеј Горачићке буне
Музеј Горачићке буне смештен је у згради (полубрвнари) општинске суднице, у центру села Горачићи, непосредно уз школу и Цркву Рођења Пресвете Богородице, која је 1981. године проглашена спомеником културе. Посвећен је буни од 20. фебруара 1893. године, која је била најмасовнији и најодлучнији покрет 19. века у Драгачеву.
Радикали нису хтели да признају нову наметнуту управу од стране среског начелника и либерала, који су били на власти. Око 300 сељака заузели су општинску судницу и нису хтели да предају печат и кључеве среском начелнику, због чега је дошло до оружаног сукоба у коме је погинуло 18, а рањена су 23 лица из села Горачићи, Живице и Губереваца.
Документи и експонати у музеју, отвореном 1968. године, везани су за догађаје у Горачићкој буни. Поставку су уредили стручњаци Народног музеја у Чачку. Музеј је аутентичног амбијента, а најновија поставка датира из 1993. године. Испред Музеја је споменик посвећен грађанима палим у Горачићкој буни, који је подигнут 1903. године.